# Joseph Court (Kolonialgouverneur)
Joseph Urbain Court (* 1. Juli 1881 in Lutzelhouse; † 13. Oktober 1948 in Paris) war ein französischer Kolonialbeamter. Er war Gouverneur von Niger und Réunion.

## Leben
Joseph Court besuchte bis 1904 die École coloniale in Paris. Er begann seine Laufbahn in der französischen Kolonialverwaltung in Senegal und kam danach nach Marokko, wo er die Aufmerksamkeit von Hubert Lyautey erregte. Auf dessen Empfehlung hin wurde er nach dem Ersten Weltkrieg Mitglied der Reparationskommission in Berlin. 1924 kehrte Court zunächst nach Senegal zurück und war anschließend in der Elfenbeinküste und in Französisch-Sudan tätig. Er wurde am 16. März 1935 zum Gouverneur der Kolonie Niger ernannt. In diesem Amt löste ihn interimsmäßig am 29. April 1938 Victor Chazelas ab. Am 15. Dezember 1938 trat Joseph Court sein neues Amt als Gouverneur der Kolonie Réunion an. Während des beginnenden Zweiten Weltkriegs bemühte er sich besonders um die Ernährungssicherheit der Kolonie und um vorbeugende Maßnahmen im Fall eines militärischen Angriffs. Court ging am 3. Dezember 1939 in den Ruhestand. Sein Nachfolger als Gouverneur von Réunion wurde Pierre Émile Aubert.